# Elias Bazzi
Elias Bazzi (n. 23 mai 1981, Villa del Rosario⁠(d), Provincia Córdoba, Argentina) este un fost fotbalist argentinian. Pe lângă cetățenia argentiniană, are și cetățenie libaneză. A Evoluat în România din 2004, când a fost adus la Progresul București.